# Asuman Krause
Asuman Krause (* 1. März 1976 in Berlin) ist ein deutsch-türkisches Fotomodell und Popmusikerin. 

## Leben und Karriere
Als Tochter eines Deutschen und einer Türkin aus Düzce wuchs Krause in Deutschland auf und besuchte die Schule bis zur Mittelstufe. Danach ging sie mit ihrer Mutter in die Türkei. 
Im März 1998 wurde sie zur Vize-Miss Turkey gewählt. Später wurde sie bekannt als Kalendermodell eines Uhrenherstellers sowie als Popsängerin, unter anderem mit dem Top-Ten-Hit Kukla (2008). Als Schauspielerin war sie 2005 in dem Film Sen ne dilersen  sowie 2008 in einer türkischen Fernsehserie zu sehen.

## Diskografie

### Alben
- 2006: Çok Yalnızım
- 2008: Kukla

### Singles (Auswahl)
- 2006: Tenimizin Uyumu
- 2008: Kukla
- 2008: Hep Yek
- 2015: Boşu Boşuna
- 2016: Aman Aman (mit Mert Ali İçelli)

## Filmografie
- 2005: Sen Ne Dilersen
- 2005: Sonradan Görme
- 2008: Ece